# 丸山勝秀
丸山 勝秀（まるやま かつひで、1959年9月30日 - ）は、岡山県出身の元騎手。

## 来歴
1980年に栗東・土門健司厩舎からデビューし、同期には本田優・大西直宏らがいる。1年目の同年は3月8日の阪神第6競走4歳新馬・ヤマリュウオーで初騎乗を果たすが、11頭中2着で初騎乗初勝利はならなかった。同年同16日の阪神第3競走4歳新馬でヤマリュウオーに再度騎乗し、連闘の同馬で初勝利を挙げる。29日には阪神第12競走5歳以上オープンで東京優駿3着馬テルテンリュウに騎乗し、オークス馬アグネスレディーに秋の天皇賞馬テンメイ、シンザン産駒のグレートタイタン・ハシコトブキを破る。6月21日には中京第8競走5歳以上400万下で18頭中18番人気のロングエーコーを勝利に導き、2着に14番人気のブライトシャインが入って波乱となった。10月25日に阪神第4競走4歳以上400万下で13頭中11番人気のノボリセダンに騎乗して4着までアタマ差の激戦を制すと、翌26日には阪神第10競走武庫川特別を13頭中12番人気のフレバーランドで勝利し、2日連続で波乱の立役者となった。1年目から2桁の21勝を挙げ、関西の新人賞に当たる中央競馬関西放送記者クラブ賞を受賞。2年目の1981年には30勝を挙げ、3年目の1982年から1986年までは4年連続20勝台をマークし、1991年まで12年連続2桁勝利を記録。
1983年にはCBC賞でニホンピロウイナーに騎乗し、ハッピープログレスを破って重賞初制覇。1984年にはマイラーズカップで金沢から移籍2戦目のローラーキングに騎乗し、13頭中12番人気でニホンピロウイナーを破り、単勝13050円の波乱を演出。1986年には46勝を挙げ、きさらぎ賞では土門の実子・土門一美が管理するフミノアプローズに騎乗し、ダイナフェアリーや兄弟子の西浦勝一が騎乗するカツラギハイデンを破った。メジロトーマスでは天皇賞（春）で16頭中11番人気ながらクシロキングの2着、宝塚記念ではパーシャンボーイの2着と健闘。ヤマノスキーでは朝日チャレンジカップでドウカンヤシマ・ライフタテヤマに次ぐ3着、京都大賞典でスズカコバンの3着に入った。1987年は17勝に終わったが、第1回ペガサスステークスではエイシンテンペストで西浦騎乗のダイカツケンザンを破る。スズタカヒーローでは日経新春杯でフレッシュボイスの2着、阪神大賞典ではスダホークの3着に入った。
1988年には阪神3歳ステークスでナイスナイスナイスに騎乗してラッキーゲランの3着に入ったほか、オサイチジョージの主戦騎手として活躍。自己最多の51勝を挙げた1989年はニュージーランドトロフィー4歳ステークスで直線では前方が塞がれ、進路を馬場の外側に求めてから追い上げたが、スムーズに抜け出した7番人気アクアビットに半馬身以上及ばず3着に終わる。丸山は「ボクの大失敗だったんです。うまく乗っていれば勝てたレースなんです」と回顧している。中日スポーツ賞4歳ステークスではスタートから先行して4番手に付け、同じく先行した2番人気マルセイグレートの後方外側を追走。1番人気ロングシンホニーは、オサイチジョージの背後に位置した。3コーナーからマルセイグレートが逃げ馬を交わして抜け出し、直線ではオサイチジョージとロングシンホニーがそれを追う形となった。ロングシンホニーは伸びあぐねる一方、オサイチジョージは末脚を見せて差を詰め、ゴール手前でマルセイグレートを差し切りクビ差を付けて重賞初勝利を果たした。単枠指定となり、単勝1.9倍の1番人気で出走した神戸新聞杯では14頭立ての12番枠から発馬して先行し、3番手に位置。4コーナーから直線に抜け出して先頭に立ち、さらなる脚で以て、後続との差を広げた。追って来たバンブービギンとムービースターに3馬身以上の差を付けて重賞連勝を決める。ダービー馬ウィナーズサークルと共に単枠指定となった京都新聞杯では、発馬後控えて、中団を追走し、直線では、馬群に突っ込んで内から追い上げた。馬群を捌き、進路を確保した残り100mからは、先頭のリアルバースデー目指して特に伸びる。リアルバースデーにはクビ差先着したが、終始オサイチジョージの背後をマークし、直線では大外に持ち出したバンブービギンの追い込みには敵わず、バンブービギンに1馬身1/4差の2着に終わる。菊花賞の優先出走権を獲得したが、本番は騎乗停止で西浦に交代している。
1990年は金杯（西）ではスタートから先行して、好位の5番手を追走。3コーナーから4コーナーにかけて位置を上げ、直線に向くと同時に先頭に立つと、迫るサツキオアシスに3/4馬身差を付けて重賞3勝目を挙げる。トップハンデを背負った中京記念はスタートから先行して4、5番手の好位に位置するが、直線では勝負所で進路を失い、大外に持ち出してから追い込んだ。先に抜け出していた13番人気タニノスイセイをゴール寸前で差し切り、アタマ差先着して2度目の重賞連勝と重賞4勝目を挙げた。産経大阪杯では9頭中4番手の中団に位置し、2番手の1番人気スーパークリークに3コーナーから並びかけて先頭を狙ったが、交わすことはできず2着に終わる。安田記念では中団から追い込んだが、前を行くオグリキャップに届かず2馬身以上離され、ヤエノムテキにクビ差及ばず3着となった。宝塚記念ではオグリキャップとイナリワンに続く3番人気に支持されたが、単勝オッズは11.4倍であった。出走前、丸山は、安田記念でオグリキャップの後方から追い上げる戦法をとって敵わなかった経験と、今回はオグリキャップが後方待機から追い込むイナリワンを警戒し、早めに先行馬を捉えようとしないだろうと推測したほか、馬場が前日の雨によって湿りがちであることに着目。積極的に先行し、オグリキャップより前に位置取ることを決意すると、発馬直後から先行し、オグリキャップの前方を取り、逃げるシンウインドに次ぐ2番手を確保。オグリキャップはオサイチジョージの背後である3、4番手、イナリワンは後方に位置したが、オサイチジョージは、2番手を保って向正面の3コーナーを通過。4コーナーで失速するシンウインドに代わって先頭となり、直線では追われる立場となったが、オグリキャップやイナリワンの追い上げは見られず、後方に3馬身半差を付ける独走で勝利。人馬共に唯一のGI制覇を決めたほか、大塚牧場にエイトクラウン、ナオキに続いて3頭目となる生産馬の宝塚記念制覇をもたらした。当日は、阪神競馬場の数年にわたる全面改修直前の最終開催日であり、さらにオグリキャップの関西地区ラストランが明言されていた結果、宝塚記念史上最高の約8万6千人が来場していた。宝塚記念でオグリキャップの敗戦と、オサイチジョージの勝利という結末に、場内はしばらくの沈黙があった。
同馬以外ではニホンピロウイナー産駒のニホンピロエイブルで1989年の京都4歳特別を制し、1990年には同厩・同馬主のオサイチブレベストで帝王賞を制して中央勢初制覇をもたらす。その後も関西の中堅騎手として実績を重ねていたが、私生活ではギャンブルによる多額の借金があった。1991年12月末にトレセン寮内の土肥幸広の部屋に忍び込み、レコードを記録した際に授与される純金製メダル2個を盗むと、質屋で現金に換金したとして、1992年4月に窃盗の容疑で逮捕される。
この事件により、同年4月19日の騎乗を最後に裁定委員会の議定があるまで騎乗停止処分となった。その後は懲役1年2ヶ月、執行猶予3年の判決を受けたことにより、同年7月に裁定委員会において騎手免許が取消となり、事実上の「競馬界追放」処分を受けている。
1992年は4月11日の阪神第11競走4歳以上500万下・ワンダーレッスルで最後の勝利を挙げ、同19日の阪神第11競走陽春ステークス・サイキョウボーイ（14頭中11着）が最後の騎乗となった。
その後の動向は不明である。

## 騎手成績
| 通算成績 | 1着 | 2着 | 3着 | 4着以下 | 騎乗回数 | 勝率 | 連対率 |
| -------- | --- | --- | --- | ------- | -------- | ---- | ------ |
| 平地     | 384 | 378 | 412 | 2794    | 3965     | .096 | .191   |
| 障害     | 0   | 0   | 0   | 3       | 3        | .000 | .000   |
| 計       | 384 | 378 | 412 | 2797    | 3968     | .096 | .191   |

### 主な騎乗馬
※太字はGIレース、斜体は当時統一格付けのない地方主催の交流競走。
- ニホンピロウイナー（1983年CBC賞）
- ローラーキング（1984年マイラーズカップ）
- フミノアプローズ（1986年きさらぎ賞）
- エイシンテンペスト（1987年ペガサスステークス）
- ナイスナイスナイス（1989年きさらぎ賞）
- オサイチジョージ（1989年中日スポーツ賞4歳ステークス・神戸新聞杯、1990年金杯 (西)・中京記念・宝塚記念）
- オサイチブレベスト（1990年帝王賞）

その他
- アグネステスコ
- シンウインド
- テルテンリュウ